# 宇根豊
宇根 豊（うね ゆたか、旧姓 永藤、1950年6月2日 - ）は、日本の百姓にして思想家。農と自然の研究所代表。百姓の経験を思想化し表現することに生涯をかけて来た。

## 経歴
1950年長崎県島原市で生まれた。島原高校卒業、九州大学農学部農学科卒業。1973年より福岡県の農業改良普及員。1974年宇根公代と結婚し、宇根姓を名乗る。1978年より減農薬稲作を提唱した。1988年糸島郡二丈町（現糸島市）にて就農。2000年福岡県庁を退職。NPO法人「農と自然の研究所」を百姓仲間と設立し、代表理事に選任される。2004年社会人入学していた九州大学より農学博士の学位を授与。2010年農と自然の研究所はNPO法人を解散して任意団体へ移行。
日本農業経営大学校講師、東京農業大学客員教授、福岡県生物多様性策定委員。

## 業績
1978年より「虫見板」を用いた「減農薬稲作」を技術化、理論化して、普及した。それまでの農薬のスケジュール散布を科学的に批判し、百姓自らが散布の是非を判断するもので、それまでの上意下達の近代化技術の実践的な変革運動となった。1983年には、「減農薬米」の産直を福岡市農協と生協県連（現在のグリーンコープ）とで始めた。これは米流通の革新であった。1984年には害虫・益虫以外の虫が多いことに気づき、「ただの虫」と命名し、現在は広く使われ、学会等でも使用されている。
減農薬運動は1985年宇根が『減農薬稲作のすすめ』4000部を自費出版することによって、一挙に広がった。その後この本は農文協から『減農薬のイネつくり』としてリメイクされ出版されると、さらに全国に広がった。
1990年代の宇根は、田んぼの生きものと百姓仕事の関係を明らかにしていった。日本の赤とんぼ（主に薄羽黄トンボや秋茜）のほとんどが田んぼで生まれることを突きとめ、農業生産物に生きものたちも含めるように提案し、作物同様に生きものも育てる「環境稲作」を技術化した。1997年には『第１回農業と自然環境全国シンポジウム』を百姓主導で開催し、全国から1200人の参加者が前原市（現糸島市）に集うほどの広がりをもった。
2000年代は「農と自然の研究所」に拠って、田んぼの「生きもの調査」の手法の開発・普及、農業を「自然環境まで生産している」という考えに転換させる「環境支払い」政策を具体的に提案、田んぼの生きものとごはん一杯の関係を数値化し、さらに図示することに成功、田んぼの「生きもの指標」と「草花指標」を製作して、百姓のまなざしを豊かにとりもどす方法を提示、田んぼの生きもの（動物・植物・微生物）を多くの人の協力で「田んぼの生きもの全種リスト」してまとめて、改訂を重ねて、日本に棲息する5668種をリスト化。これは世界でも前例がない取組みであった。
2010年代は、百姓に専念しながら、農業の近代化を深く問い直す思想的な営みを続けている。まず2011年に出版した『百姓学宣言』で、「百姓学」の理論化をすすめ「内からのまなざし」をその核に据えた。その後「農の本質」への思索から「農本主義」の発掘と再評価に取り組み、現代に生かす「(新)農本主義」の本を相次いで出版した。さらに、百姓の「天地自然論」をまとめ、最近はICT、AI技術の農業への導入に危機感をもち「反スマート農業」の理論化をすすめている。

## 引用元
1. 『減農薬のイネつくり』（農文協）
2. 『農は天地有情　宇根豊聞き書き』佐藤弘（西日本新聞社）活動実績はこの本による。
3. 『田んぼの忘れもの』（葦書房）
4. 『天地有情の農学』（コモンズ）宇根豊の学位論文
5. 『宇根豊の減農薬稲作から農本主義への思想展開』大石和男（「農林業問題研究」第56巻・第3号、2020年9月）思想展開はこの論文による。
6. 「農と自然の研究所」ホームページ（http://hb7.seikyou.ne.jp/home/N-une/）

## 受賞歴
- 1985年 「第11回山崎農業賞」（山崎農業研究所）
- 1998年 「地上50周年記念論文賞」（家の光協会）
- 1998年 「第4回地方自治研究賞」（自治労）
- 1999年 「水環境学会」九州支部文化賞（水環境学会九州支部）
- 2000年 「日本農業普及学会」第1回奨励賞（日本農業普及学会）
- 2003年 「日本作物学会」第2回技術賞（減農薬稲作技術の研究と普及、日本作物学会）
- 2006年 「第23回農業ジャーナリスト賞」特別賞（『国民のための百姓学』、農政ジャーナリストの会）
- 2006年 「第7回明日への環境賞」（朝日新聞社、農と自然の研究所）
- 2009年 「第1回環境アワード」（環境省・イオン財団、農と自然の研究所）
- 2020年 「日本農業普及学会」学術賞（日本農業普及学会）

## 評価

### 減農薬運動の評価
当初は、福岡県や農水省から「危険思想」だと見られていた。なぜなら減農薬稲作は単なる対抗技術ではなく、近代化技術である農薬を推進してきた側の姿勢や思想や価値観の欠陥を、農業改良普及員という推進側内部の人間から、提起されていると受けとめられたからである。しかし、現実に減農薬運動が百姓の実感に合い、確実に実績をあげていくことに対して、行政内部からも評価の動きが出てくるようになった。
一方で、現場の減農薬運動の評価は、「虫見板」の普及に現れている。福岡市農協と糸島農協が全組合員に配布したことを始まりとして、2017年時点で販売枚数だけでも20万枚を超えている。「減農薬」という用語は、とうとう農水省まで採用するようになった。もっとも農水省が宇根の反対意見陳述にもかかわらず減農薬の定義を「慣行の農薬散布の半分以下」としたための、運動論としては弱くなったことは否めない。「減農薬」という表示は広く使われるようになり、それが宇根らの運動から提起されたものだということは、現在ではほとんど忘れ去られている。「減農薬運動」を学術的に評価したものとしては、1985年に『第11回山崎農業賞』が、2002年に「日本作物学会・第2回技術賞」が宇根個人に贈られている。
現在では「ただの虫の評価」「環境稲作の評価」「農と自然の研究所の評価」「百姓学の評価」「宇根農本主義の評価」が始まっている。

## 著書

### 単著
1. 『減農薬稲作のすすめ』擬百姓舎、1985年（自費出版、4000部）
2. 『減農薬のイネつくり』農文協、1987年
3. 『「指導」が百姓と指導員をダメにする』農村文化運動106巻、1987年
4. 『田んぼの忘れもの』葦書房、1996年
5. 『環境稲作のすすめ』環境稲作研究会、1998年
6. 『田んぼの学校　入学編』農文協、2000年（絵：貝原浩）
7. 『百姓仕事が自然をつくる　2400年めの赤トンボ』築地書館、2001年
8. 『国民のための百姓学』家の光協会、2002年
9. 『虫見板で豊かな田んぼへ』創森社、2004年
10. 『国民のための百姓学』家の光協会、2005年
11. 『農の扉の開け方』全国農業改良普及支援協会、2005年
12. 『天地有情の農学』コモンズ、2007年
13. 『風景は百姓仕事がつくる』築地書館、2010年
14. 『農と自然の復興』創森社、2010年
15. 『農がそこにいつもあたりまえに存在しなければならない理由』北星社、2010年
16. 『農は過去と未来をつなぐ』岩波書店 ジュニア新書、2010年
17. 『百姓学宣言』農山漁村文化協会、 2011年
18. 『田んぼの生きものと農業の心』NHK出版（「こころをよむ」ラジオテキスト）
19. 『農本主義へのいざない』創森社、2014年
20. 『農本主義が未来を耕す』現代書館、2014年
21. 『愛国心と愛郷心』農文協、2015年
22. 『農本主義のすすめ』ちくま新書、2016年
23. 『日本人にとって自然とはなにか』ちくまプリマ―新書、2019年
24. 『うねゆたかの田んぼの絵本 全5巻』農文協、2020年・2021年
25. 『農はいのちをつなぐ』岩波書店 ジュニア新書、2023年

### 共著
1. 『米・輸入か、農の再生か』学陽書房、1987年（第3章執筆）
2. 『減農薬のための 田の虫図鑑』農文協、1989年（日鷹一雅・赤松富仁 共著）
3. 『農薬問題一問一答』合同出版、1989年（分担執筆）
4. 『地域が動きだすとき』農文協、1989年（分担執筆）
5. 『農協の有機農業』家の光協会、1989年（分担執筆）
6. 『ヒノヒカリ』農文協、1990年（分担執筆）
7. 『沖縄へのメッセージ』サザンプレス、1990年（「新しい稲作西表の安心米」執筆）
8. 『環境百科』駿河台出版社、1992年（分担執筆）
9. 『低投入稲作は可能』富民協会（橋川潮 編）、1996年（「環境の技術論」執筆）
10. 『井上ひさしの農業講座』家の光協会、1997年（第1章・ 第2章執筆）
11. 『水田生態系における生物多様性』養賢堂、1998年（第2章執筆）
12. 『田んぼ探検隊』家の光協会、1998年（漫画家・尾瀬あきらと 合作、「ちゃぐりん」4月号付録）
13. 『有機農業ハンドブック』日本有機農業研究会、1999年（第2章執筆）
14. 『自然と結ぶ』昭和堂、1999年（講座「人間と環境」第3巻第5章執筆）
15. 『除草剤を使わないイネつくり』農文協、1999年（第1章・第3章執筆）
16. 『食料主権』農文協、2000年（第2章「「自給」の技術の長き不在」執筆）
17. 『子どもに贈る本 第2集』みすず書房、2000年（分担執筆）
18. 『農村ビオトープ―農業生産と自然との共存』信山社、2000年（第3章執筆）
19. 『環境市民とまちづくり：自然共生編』ぎょうせい、2002年（第2章執筆）
20. 『農は天地有情』西日本新聞社、2008年（宇根豊 語り・佐藤弘 聞き書き）
21. 『本来農業宣言』コモンズ、2009年
22. 『3.11と私　東日本大震災で考えたこと』藤原書店、2012年
23. 『つなぐ力聞く力』農文協（日本農業普及学会 編）、2017年
24. 『「農業を株式会社化する」という無理』家の光協会、2019年
25. 『農家・農村との協働とは何か 50のテーマから考える協働学入門』農文協、2019年
26. 『新しい小農』創森社（小農学会 編）（第5章「小農学概論序説」執筆）
27. 『有機農業大全』コモンズ（日本有機農業学会 編）、2019年（第3章執筆）